# Александър Александров (футболист, р. 1994)
Александър Ивов Александров (роден на 28 март 1994 г.) е български футболист, който играе на поста крило.

## Кариера
На 1 януари 2019 г. Александър подписва с Локомотив (София), като това бива негов втори престой в отбора. Прави дебюта си при победата с 0:3 като гост на Лудогорец II, в мач от Втора лига.